# یوسف توره
یوسف توره (انگلیسی: Youssouf Touré؛ زادهٔ ۱۴ مارس ۱۹۸۶) بازیکن فوتبال اهل فرانسه است.
از باشگاه‌هایی که در آن بازی کرده‌است می‌توان به باشگاه فوتبال پاریس و باشگاه فوتبال لیل اشاره کرد.